# Brookea dasyantha
Brookea dasyantha är en tvåhjärtbladig växtart som beskrevs av George Bentham. Brookea dasyantha ingår i släktet Brookea och familjen Stilbaceae. Inga underarter finns listade i Catalogue of Life.